# إييليت جنيزي
إييليت جنيزي (من مواليد 25 أغسطس 1966م) وهي أستاذ مساعد في التسويق في كلية رادي للإدارة، في جامعة كاليفورنيا في سان دييغو.

## التعليم والوظيفة
حصلت جنيزي على ماجستير في إدارة الأعمال من جامعة تيسايد بالتعاون مع جامعة لاهاي للعلوم التطبيقية وإدارة قسم التخطيط الاستراتيجي في داتابرو بروكسيميتي (شركة تابعة لـ بي بي دي أو) في إسرائيل، ثم حصلت على درجة الدكتوراة في التسويق من كلية الدراسات العليا للأعمال بجامعة شيكاغو في عام 2007م. 
و الآن تقوم جنيزي بتدريس الاتصالات التسويقية وريادة الأعمال الاجتماعية وسلوك المستهلك لطلاب الماجستير في إدارة الأعمال في جامعة كاليفورنيا، سان دييغو.

## أبحثها
يتناول بحث جنيزي العديد من الأسئلة المتعلقة بسلوك المستهلك، بما في ذلك التفضيلات الاجتماعية والسلوك الاجتماعي الإيجابي والتسعير السلوكي والعوامل التي تؤثر على جودة حياة الأفراد. فهي تتعاون مع كل من الشركات الصغيرة والكبيرة وتقوم بدمج التجارب الميدانية للإجابة على هذه الأسئلة.
ففي دراسة أجريت عام 2010م، عملت جنيزي والمؤلفون المشاركون مع ديزني للأبحاث لدراسة نهج سلوك التسعير بما يسمى «ادفع ما تريد» في مدينة ملاهي. في تجربة ميدانية واسعة النطاق، بعد أن باعوا للناس صورًا تذكارية من رحلة في الحديقة تحت أربعة ظروف.
ففي الحالة الأولى، كان سعر الصور 12.95 دولارًا أمريكيًا، فكان ما يعادل حوالي 0.5٪ (فرد من كل 200 شخص) من الأشخاص قد اشتروا صورًا في هذه الحالة.
و في الحالة الثانية، بقي السعر على حاله ولكن تم إعلام الأفراد أن نصف العائدات ستذهب إلى الأعمال الخيرية، مما أدى إلى شراء حوالي 0.57٪ من الأشخاص للصور.
و في الحالة الثالثة سُمح للناس بدفع ما يريدون مقابل الصور، مما أدى إلى زيادة المبيعات 16 مرة، ولكنهم أشتروا الصور بأسعار منخفضة لا يمكن تحملها.
ففي الحالة الرابعة والأخيرة، عرضت جنيزي  وزملاؤها المشاركون في البحث على الأفراد خيارًا بأن يدفعوا ما يريدون، ولكنهم أخبروهم أن نصف العائدات ستذهب إلى الأعمال الخيرية، فكانت نتائج هذه الحالة النهائية مذهلة. فلقد استفادت مدينة الملاهي بشكل كبير من هذه الحالة، بالإضافة إلي توافر مبلغ كبير من المال يتم جمعه للجمعيات الخيرية. وهذا ما أشارت إليه جنيزي وزملاؤها باسم «المسؤولية الاجتماعية المشتركة» - الفكرة بأن إشراك المستهلك في تسعير البضائع واختيار المساهمات يزيد من المنفعة لكل من المستهلكين والشركة.
و في تجربة أخري، عرضت على ركاب رحلة بالقارب فرصة شراء صور تذكارية بسعر مرتفع (15 دولارًا)، أو بسعر منخفض (5 دولارات)، أو اختيار السعر الخاص بهم. ارتفع الطلب عندما انخفض السعر، ولكنه انخفض مرة أخرى عندما سُمح للركاب باختيار السعر المناسب لهم.
حظيت نتائج هذه الدراسة باهتمام إعلامي واسع النطاق  حيث ألهمت العديد من الدراسات والتجارب. فيُنسب الفضل إلى جنيزي  والمؤلفين المشاركين في لعب دور رئيسي كرواد في أبحاث -ادفع ما تريد-. وفازوا بجائزة روبرت بي سيالديني لعام 2011م من جمعية الشخصية وعلم النفس الاجتماعي للتميز في دراسة ميدانية منشورة. تتضمن هذه الجائزة مكافئة نقدية تبلغ قيمتها 2400 دولار.
و في آخر اعملها، قامت بالتحقيق في تأثير الهواتف الذكية في تشتيت انتباه مستخدميها فتتبعت ردود أفعل الناس على ثلاثة أنواع من الوعود: «الوعود المكسورة» و«الوفاء بالوعود» و «الوعود التي تم الوفاء بها بما يفوق التوقعات»، فوجدت أن التأثير الإيجابي الصغير للوفاء بالوعود يفوق بكثير التأثير السلبي الكبير لقصور الأداء.

## حياتها الشخصية
تعيش جنيزي  مع زوجها أوري جنيزي، وثلاثة أبناء في سان دييغو، كاليفورنيا.

## منشوراتها الأكاديمية
- باكا موتس، براون، جنيزي، كينان، نيلسون -الالتزام وتغيير السلوك-: دليل من الميدان. مجلة أبحاث المستهلك، 39، 1070-1084.

- أوري جنيزي، إيليت جنيزي، راينر، نيلسون -ادفع ما تريد، والهوية، والأشارة الذاتية- وقائع الأكاديمية الوطنية للعلوم، 109 (19): 7236-40.

- جنيزي، إيماس، نيلسون، براون، ونورتون، إم آي (2012). ادفع لتكون لطيفًا: سلوك إيجابي مكلف ومتناسق، علوم الإدارة، 58: 179-87.

- جنيزي وفسلر -الصراع والعصي والجزرة-: تزيد الحرب من العقوبات الاجتماعية الإيجابية والمكافآت. وقائع الجمعية الملكية باء، نُشرت على الإنترنت قبل الطباعة في 8 يونيو 2011.

- أوري جنيزي، إيليت جنيزي، براون ونيلسون -المسؤولية الاجتماعية المشتركة-: تجربة ميدانية في تسعير ادفع ما تريد والعطاء الخيري. العلوم، 329 (5989)، 325–27.

- إيبلي وجنيزي، إعداد المكاسب المالية وانعكاساتها على السياسة العامة. مجلة الاقتصاد الاجتماعي، 36، 36-47.

- إيبلي وجنيزي -نظرية إحتمالية- في بوميستر، فوهس (محرران)  موسوعة علم النفس الاجتماعي (المجلد 2، 711-14). ألف أوكس، كاليفورنيا.